# 扎季什沙 (布達-卡沙廖烏斯基區)
扎季什沙是白俄羅斯戈梅利州東北方一個已經廢棄的村莊，由布達-卡沙廖烏斯基區管轄。
當地原本有21戶居民，後來因為受切爾諾貝爾核事故的放射性污染而被廢棄。

## 地理
以東18公里為布達卡沙廖瓦和距離戈梅利29公里。

## 歷史
該村是在20世紀初由鄰近村莊的居民建立的。1920年代為全盛時期。在白俄羅斯衛國戰爭期間，有14名村民遇難。1959年成為國家農莊之一。

## 人口
- 1925年 -  113人。
- 1959年  -  99人（根據人口普查）。
- 1980年 - 1990年代 - 21戶人家。
- 2010年 - 0人